# Distretto di Faridpur
Il distretto di Faridpur è un distretto del Bangladesh situato nella divisione di Dacca. La città principale è Faridpur.

## Suddivisioni
Il distretto si suddivide nei seguenti sottodistretti (upazila):
- Alfadanga
- Bhanga
- Boalmari
- Charbhadrasan
- Faridpur
- Madhukhali
- Nagarkanda
- Sadarpur
- Saltha